# 김상순 (1939년)
김상순(金相淳, 1939년 8월 18일 ~ , 경상북도 청도군)은 대한민국의 공무원 출신 정치인이다. 전직 경북 청도군수이다.

## 학력
- 청도초등학교
- 청도중학교
- 경동고등학교
- 성균관대학교 문리대학
- 영남대학교 대학원 행정학 석사
- 경북대학교 경영대학원  최고경영자과정

## 경력
- 1973년 부산시청 개발계장
- 1978년 국립과학수사연구소 법의학과 행정사무관
- 1980년 내무부 방호담당관 감사1담당관
- 1985년 경상북도 기획담당관
- 1986.03 ~ 1988.06 : 30대 경북 금릉군수
- 1988.06 ~ 1991.01 : 25대 경북 달성군수
- 1991.12 ~ 1993.03 : 60대 경북 성주군수
- 1993.03 ~ 1994.04 : 34대 경북 영일군수
- 1994 경상북도청 보사환경국·내무국장
- 1995.07 ~ 2004.10 제.39~41대 경북 청도군수(3선, 한나라당)

## 역대 선거 결과
|  | 52.82% |

|  | 100.00% |

|  | 62.81% |